# Menemerus mirabilis
Menemerus mirabilis là một loài nhện trong họ Salticidae.
Loài này thuộc chi Menemerus. Menemerus mirabilis được Wanda Wesołowska miêu tả năm 1999.